# Jozef Raskin
Maria Jozef Raskin, né le 21 juin 1892 à Stevoort en Belgique et mort décapité le 18 octobre 1943 à Dortmund dans l'Allemagne du Troisième Reich, est un prêtre missionnaire et résistant belge qui fut condamné à mort par les Allemands.

## Biographie

### Jeunesse et études
Jozef Raskin naît à Stevoort près de Hasselt, fils aîné d'Amandus Raskin (futur directeur d'école) et de son épouse née Marie Léonie Cleeren. Il sent sa vocation au sacerdoce pendant ses études secondaires à Saint-Trond. Il entre ensuite à la congrégation du Cœur Immaculé de Marie (missionnaires scheutistes) et y prononce ses premiers vœux en 1910.

### Première Guerre mondiale
Jozef Raskin est ordonné diacre le 25 juillet 1914, mais il est mobilisé peu de temps après à cause du déclenchement de la Première Guerre mondiale et doit interrompre ses études. Il est capturé sur le front par les Allemands et parce qu'il porte sa soutane il est soupçonné d'avoir des documents secrets sur lui, risquant la peine de mort. Il parvient à s'échapper et il est envoyé en première ligne sur le front. Il est démobilisé de l'armée belge en 1919. 

### Missionnaire en Chine
Jozef Raskin est ordonné prêtre le 2 février 1920, fête de la Chandeleur. Il est envoyé en novembre suivant par sa congrégation en Chine. Cet immense pays est en proie à des guerres locales entre seigneurs de la guerre, aux disettes, aux épidémies et aux catastrophes naturelles et des régions entières sont minées par la misère. Il est destiné à la Mongolie-Intérieure où les scheutistes sont présents depuis la fin des années 1860. Il apprend la langue et alors qu'il est en poste dans le vicariat apostolique de Xiwanzi, il enseigne les sciences naturelles dans un établissement d'enseignement de sa congrégation. En 1931, il est directeur du collège de Nanhaoqian qu'il fait aussi évoluer en école normale pour la formation d'instituteurs.
Il retourne en 1934 en Belgique où il travaille à la maison-mère de sa congrégation et fait des tournées afin de susciter des vocations pour la Mongolie-Intérieure, tout en ne cessant d'enseigner. En 1938, il intervient à la XVIe semaine de missiologie.

### Seconde Guerre mondiale
Au début de la guerre, il est nommé aumônier militaire. Il célèbre même la messe pour le roi Léopold III et lui porte conseil à l'époque des quelques semaines de guerre. Alors que la Belgique est occupée ensuite, il entre dans la résistance, prend le nom de code de Leopold Vindictive 200 et se met en rapport avec la résistance intérieure aux Pays-Bas. Sa connaissance des émissions radio lui permet d'écouter des conversations ennemies. Sa tâche principale est de localiser les positions allemandes sur les côtes belges. Il fait aussi usage de pigeons voyageurs pour envoyer des rapports en Angleterre. Il envoyait ses missives sur papier très fin dans des tubes de 3 millimètres où il dessinait des croquis détaillés des positions ennemies avec parfois jusqu'à cinq mille mots d'explication. L'un de ses messages, conservé aux archives nationales du Royaume-Uni (n° 37), explique : 
« Ce message est de Leopold Vindictive 200. Dites-nous s'il vous plaît si vous l'avez reçu en répondant par les ondes normales de la TSF de Hollande II ou de Radio Belgique, en indiquant l'heure d'arrivée dès réception. Dites s'il vous plaît ce qui est encore inconnu de vous, en donnant seulement les lettres des cartes (A, B, C, etc.), avec la mention non connu ou information à compléter...est demandé, etc. Les informations ci-jointes sont fiables et sont garanties : nous sommes une équipe de trois agents principaux et de plusieurs (sept?) agents secondaires. Vous pouvez m'identifier de cette manière : Je suis l'aumônier militaire portant une barbe qui a serré la main de l'amiral Keyes le matin du 27 mai 1940 vers 7 heures 30. Demandez à l'amiral où il se trouvait exactement à ce moment-là. Avec mes salutations les plus respectueuses. »

### Arrestation et exécution
Le 1er mai 1942, le P. Raskin est confondu par un homme déguisé en mendiant et il est arrêté pour espionnage par la Gestapo. Pendant son emprisonnement au camp n° 4 d'Esterwegen, puis dans différentes prisons, il est décrit par ses codétenus comme « un homme instruit, édifiant, aimant la discussion, un soutien et un exemple » qui chantait tous les soirs, racontait des histoires à propos de ses années en Chine et écoutait en confession ses compagnons. Son procès a lieu le 31 août 1943, offrant pour sa seule défense : Im Gewissen und vor Gott habe ich meine Pflicht getan (en conscience et devant Dieu, j'ai rempli mon devoir). Il est condamné le lendemain à la peine capitale. Il est guillotiné le 18 octobre suivant à 18 heures 43 dans la prison de Dortmund.
Il est enterré à Stevoort dans le caveau familial. Une statue lui a été élevée en 1951 à Aarschot, où ses parents s'installèrent à partir de 1910.